# Neuerburg
Neuerburg is een stadje in de Eifelkreis Bitburg-Prüm in Rijnland-Palts, Duitsland. De stad telt 1.512 inwoners.

## Bestuur
Neuerburg is het bestuurcentrum van de Verbandsgemeinde Südeifel.

## Geschiedenis
Neuerburg kreeg in 1332 stadsrechten van Luxemburg, dat toen nog een graafschap was. Zo volgde het ook de geschiedenis van de Zuidelijke Nederlanden. In de Franse tijd was het een kantonhoofdplaats van het "Belgische" Woudendepartement. Bij het Verdrag van Wenen in 1815 werd het oostelijke deel van Luxemburg aan Pruisen afgestaan.

## Bezienswaardigheden
- laatgotische Sankt Nikolauskerk
- Burg Neuerburg

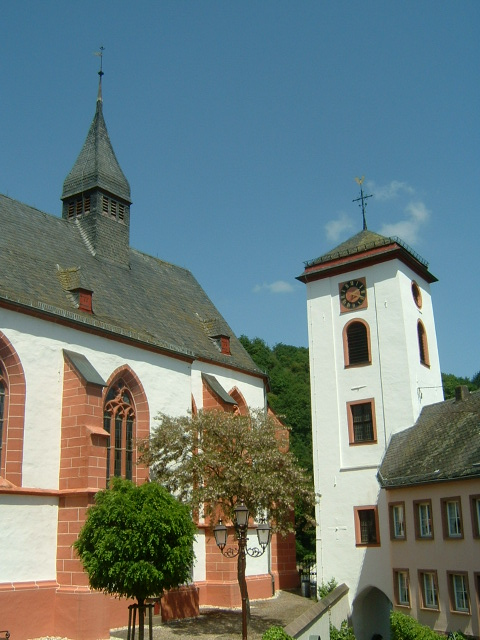
Parochiekerk en poorttoren
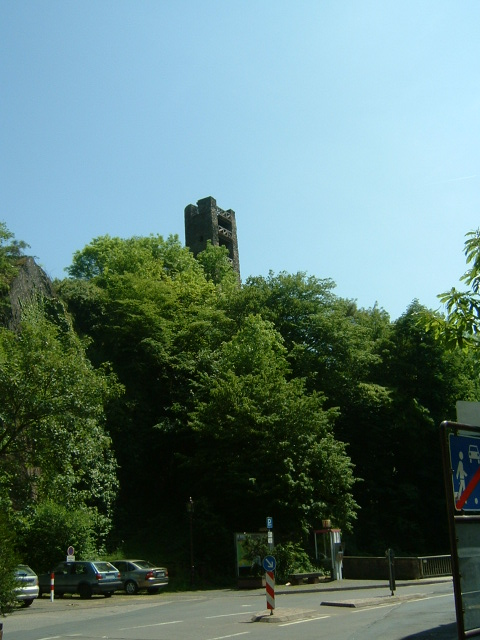
Beilstoren
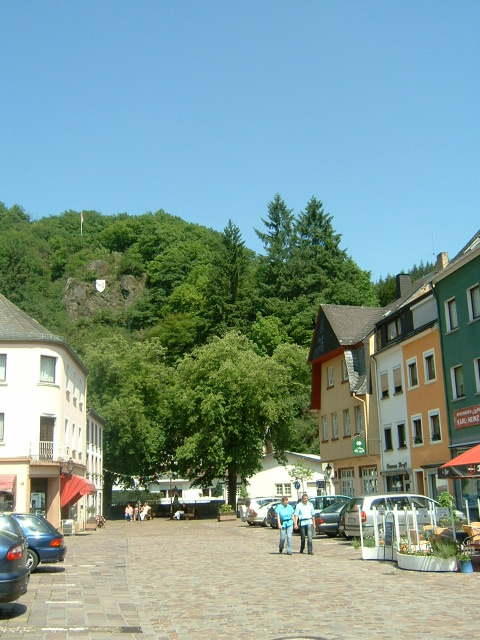
Marktplaats
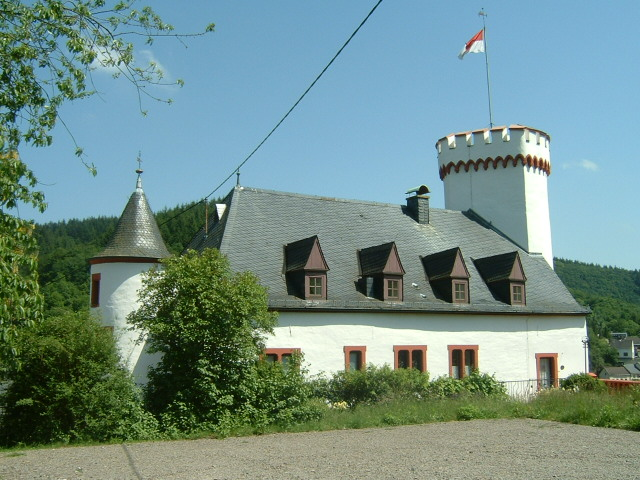
Lehnshaus

Verbandsvrije stad:  Bitburg